# Roxanne (Lied)
Roxanne ist ein Song der Rockgruppe The Police, der 1978 als Single sowie auf dem Album Outlandos d’Amour erschien. In dem Song geht es um eine Prostituierte.

## Geschichte
Der Song wurde von Sting, dem Sänger der Band geschrieben. Er war dabei von Prostituierten inspiriert, die er in der Nähe seines Hotels sah, während sich die Band im Oktober 1977 in Paris aufhielt, um dort im Nashville Club aufzutreten. Der Titel des Stücks ist der Name eines Charakters aus dem Schauspiel Cyrano von Bergerac, wovon ein altes Poster im Hotelfoyer hing.
Sting hatte sich den Song ursprünglich als Bossa Nova vorgestellt; angeblich hat der Police-Schlagzeuger Stewart Copeland den schließlich verwendeten, eher Tango-orientierten, Rhythmus vorgeschlagen.
Während der Aufnahme setzte sich Sting am Anfang des Stücks aus Versehen auf ein Klavier. Der dabei entstandene Cluster und das folgende Gelächter wurden auf der Aufnahme belassen.
Die Band war dem Song gegenüber zunächst zurückhaltend eingestellt, aber Miles Copeland III, Manager der Band und Bruder des Drummers, war sehr enthusiastisch, als er ihn hörte, und verschaffte der Band ihren ersten Schallplattenvertrag bei A&M Records. Die Single schaffte es zunächst nicht in die Charts, wurde aber 1979 erneut veröffentlicht und erreichte Platz 12 in Großbritannien und Platz 32 in den USA. Der Song wurde zu einem Klassiker der Police und gehört auch zum Standardprogramm des Sängers Sting, nachdem dieser seine Solokarriere aufgenommen hatte. Roxanne ist bislang auf jeder Greatest Hits-Kompilation der Police erschienen.
Im Rolling Stone nimmt er den Platz 388 auf der Liste der 500 besten Songs aller Zeiten ein.
Bei der Wiedervereinigung von Police nach 30 Jahren während der Grammy Awards 2007 wurde dieser Song als erster gespielt.

## Musiker
- Sting – Fretless Bass, Gesang, Hintergrundgesang
- Andy Summers – Gitarre, Hintergrundgesang
- Stewart Copeland – Schlagzeug, Hintergrundgesang

## Musikvideo
Es wurden drei verschiedene Musikvideos von Roxanne veröffentlicht.
Das erste zeigt die Band auf einer Bühne während einer Art Soundcheck. Dazu werden Stücke aus Live-Auftritten der Band in Zeitlupe gezeigt.
Die zweite Version wurde auf einer Soundstage gedreht und zeigt die Band vor einer roten Kulisse.
Die dritte Version entspricht der zweiten, jedoch wurde das Videomaterial auf Film übertragen, um eine körnige Bildstruktur hinzuzufügen.

## Titelliste
7" (Single): A&M / AMS 7348 (UK)
1. Roxanne – 3:00
2. Peanuts – 2:52

## Kommerzieller Erfolg

### Chartplatzierungen
| ChartsChartplatzierungen       | Höchstplatzierung | Wochen |
| ------------------------------ | ----------------- | ------ |
| Vereinigte Staaten (Billboard) | 32 (13 Wo.)       | 13     |
| Vereinigtes Königreich (OCC)   | 12 (9 Wo.)        | 9      |

### Auszeichnungen für Musikverkäufe
| Land/Region                  | Auszeichnungen für Musikverkäufe (Land/Region, Auszeichnung, Verkäufe) | Verkäufe  |
| ---------------------------- | ---------------------------------------------------------------------- | --------- |
| Dänemark (IFPI)              | Gold                                                                   | 45.000    |
| Deutschland (BVMI)           | Gold                                                                   | 300.000   |
| Italien (FIMI)               | Platin                                                                 | 100.000   |
| Neuseeland (RMNZ)            | 4× Platin                                                              | 120.000   |
| Spanien (Promusicae)         | Platin                                                                 | 60.000    |
| Vereinigtes Königreich (BPI) | Platin                                                                 | 600.000   |
| Insgesamt                    | 2× Gold · 7× Platin ·                                                  | 1.225.000 |

Hauptartikel: The Police/Auszeichnungen für Musikverkäufe

## Coverversionen
Ein sehr früh veröffentlichtes Cover stammt von Inga Rumpf, erschienen auf ihrem 1979er-Album I Know Who I Am. Weitere Coverversionen dieses Stücks wurden unter anderem von George Michael 1999 auf seinem Album Songs from the Last Century veröffentlicht. Weiterhin 2001 von Ewan McGregor, José Feliciano, Jacek Koman und Richard Roxburgh in dem Film Moulin Rouge, wo es zu einem Tango mit dem Titel El Tango de Roxanne abgewandelt wurde. Weitere Versionen gibt es von Fall Out Boy, Dilana, Fonzerelli sowie Incubus (zusammen mit Summers und Copeland). 2015 gab es eine akustische Coverversion von Milky Chance und AnnenMayKantereit. In weiteren Musikstücken wurden Teile von Roxanne als Sample verwendet. In der Actionkomödie Nur 48 Stunden von 1982 singt Schauspieler Eddie Murphy in seiner Rolle als Häftling Reggie Hammond den Song mit Walkman in seiner Gefängniszelle. Diese Szene wiederholt sich leicht verändert in der Fortsetzung Und wieder 48 Stunden von 1990.